# Kośmin (roślina)
Kośmin (Aegiceras) – rodzaj roślin z rodziny pierwiosnkowatych (Primulaceae). Obejmuje dwa gatunki występujące w tropikalnej Afryce i Azji. Kora i nasiona tych roślin są źródłem saponin używanych do trucia ryb. A. corniculatum występuje w namorzynach i nasiona tego gatunku kiełkują jeszcze na roślinie macierzystej. 

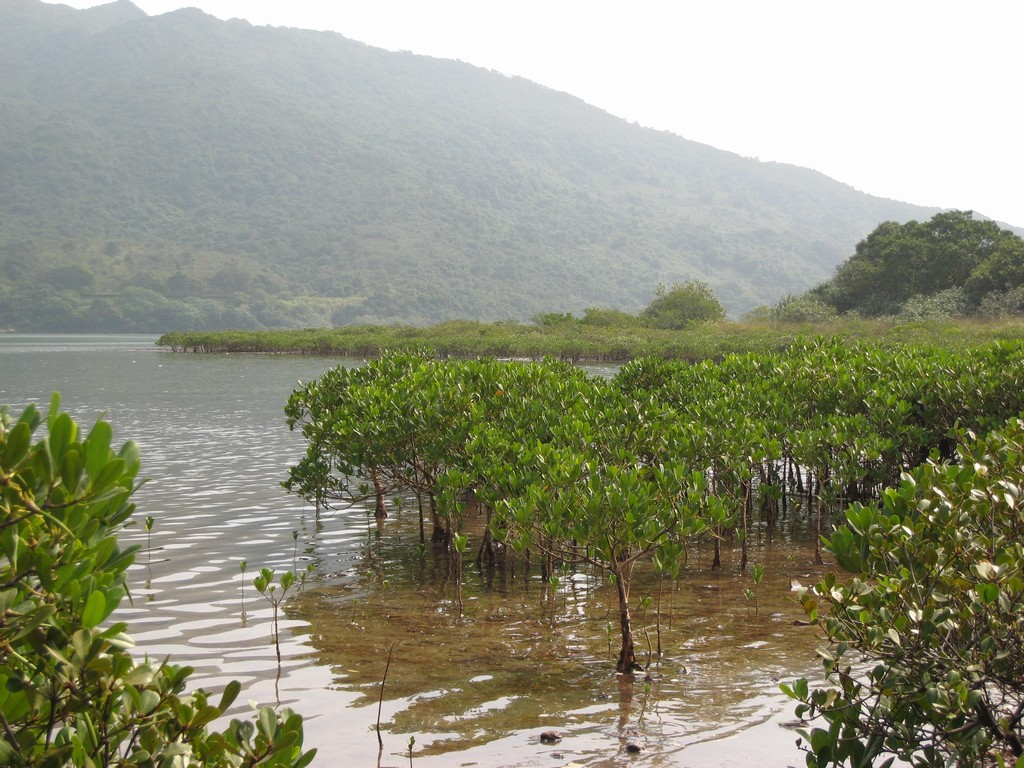
Namorzyny z A.corniculatum

## Systematyka
Pozycja według APweb (aktualizowany system APG III z 2009)
Rodzaj z rodziny pierwiosnkowatych (Primulaceae) należącej do rzędu wrzosowców reprezentującego dwuliścienne właściwe.
Wykaz gatunków
- Aegiceras corniculatum (L.) Blanco
- Aegiceras floridum Roem. & Schult.